# Tlalocita
La tlalocita es un mineral de la clase de los minerales sulfatos. Fue descubierta en 1975 en la mina Bambollita de Moctezuma, en el estado de Sonora (México), siendo nombrada así por el dios azteca de la lluvia Tlaloc, en alusión a su alto contenido en agua. Un sinónimo es su clave: IMA1974-047.

## Características químicas
Es un telurato hidratado e hidroxilado de cobre y cinc con aniones adicionales de telurito y cloruro. Puede ser confundida con la quetzalcoatlita ((Cu2+)3Zn6(Te6+)2O12(OH)6·(Ag,Pb,-)Cl).

## Formación y yacimientos
Aparece en yacimientos hidrotermales parcialmente oxidados, formado como mineral muy raro secundario del cobre-cinc.
Suele encontrarse asociado a otros minerales como: tenorita, azulita o malaquita.